# Urubici
Urubici este un oraș în Santa Catarina (SC), Brazilia.